# Vaughan Bell
Vaughan Bell é um psicólogo clínico britânico, atualmente no South London and Maudsley NHS Foundation Trust, especializado em intervenções psicológicas para pacientes psicóticos e na formação de outros profissionais para lidar com esses pacientes. É professor clínico sênior na Divisão de Psiquiatria da Faculdade de Ciências cerebrais da University College London e pesquisador visitante do Instituto de Psiquiatria, Psicologia e Neurociências, King's College London. Seu foco de pesquisa inclui neuropsicologia, cognição social, psicose e dano cerebral.

## Educação
Bell fez seu PhD na Universidade de Cardife, ele escolheu a neuropsiquiatria cognitiva da psicose como seu tópico de pesquisa. Ele completou seu treinamento clínico no Instituto de psiquiatria do Kings College London. Ele se especializou em psicose e neuropsicologia e formou-se com o doutorado em psicologia clínica.

## Carreira
Bell tem sido o contribuinte mais regular para o blog de ciência Mind Hacks, a partir de 2002. Em 2012, ganhou o Prêmio Erikson Institute de Excelência em Mídia de Saúde Mental. Em 2014 ele e o acadêmico Tom Stafford receberam o Prêmio público de engajamento e mídia da Sociedade Psicológica Britânica.
Bell escreveu artigos sobre psicologia e neurociência para vários jornais e revistas, incluindo The Guardian, Discover, Slate, Wired UK, The Independent e The Atlantic. Ele foi entrevistado em 2005 pela influente revista Nature sobre sua experiência como cientista editando a Wikipédia, especificamente em desafiar uma seção sobre violência no artigo da esquizofrenia.
Fluente falante de espanhol, por vários anos empreendeu trabalhos de ensino e clínica em instalações universitárias na Colômbia e trabalhou como coordenador de saúde mental para os médico sem Fronteiras em condições difíceis.